# لغات سامية جنوبية
اللغات السامية الجنوبية هي واحدة من ثلاثة أفرع رئيسية من اللغات السامية إلى جانب كل من اللغات السامية الشرقية (مثل الأكادية) واللغات السامية الغربية (مثل العربية والآرامية والعبرية)، وتستخدم اللغات السامية الجنوبية في كل من مناطق شرق أفريقيا وجنوب غرب آسيا.
تنقسم اللغة السامية الجنوبية إلى فرعين رئيسيين هما: 
- لغات ساميه جنوبية شرقية والتي تستعمل عند السواحل الجنوبية لشبه الجزيرة العربية.
- لغات سامية جنوبية غربية والتي تستعمل في منطقة القرن الأفريقي ولا سيما في إثيوبيا وإريتريا وتستخدم ايضًا في جنوب شبه الجزيرة العربية، اللغات السامية الإثيوبية هي أصل اللغة السامية الجنوبية بشكل عام وهي أكبر قسم من اللغات السامية الجنوبية من حيث عدد الناطقين بها في العصر الحديث، حيث أن اللغات الرئيسية المستخدمة في إرتريا هي اللغة التجرينية واللغة الخاصية (التيغري)، أما اللغة المستعملة في شمال إثيوبية فهي الأمهرية، وهي اللغة الرئيسية المستخدمة في إثيوبيا (مع التجرينية في محافظة شمال تيغري)، في حين فقدت اللغات السامية الجنوبية الشرقية عدد من الأفرع المنقسمة منها نتيجة هيمنة اللغة العربية (التي هي لغة سامية أيضا) عليها لأكثر من ألف عام بعد ظهور العصر الإسلامي، حيث تحتوي اللغات السامية الجنوبية الشرقية على ستة أفرع في حين تحتوي اللغات السامية الجنوبية الغربية على 14 فرع.

## التاريخ
يعتبر منشأ اللغات السامية الجنوبية محل جدل واسع، حيث أنه يعتقد أن نشأتها كانت نتيجة لهجرة العرب من جنوب اليمن خلال السنوات الألف الماضية، في حين يعتقد آخرون -أمثال مورتونن (A. Murtonen) (1967) والأرجنتيني ليونيل بندر (Lionel Bender) (1997)- بأن اللغات السامية الجنوبية قد نشأت في إثيوبيا.
دراسة حديثة مستندة على الشبكة البايزية لتقدير تغير اللغة خلُصَت بأن الرأي الأول هو الأرجح.